# Thuần Ý Hoàng quý phi
Thuần Ý Hoàng quý phi (chữ Hán: 純懿皇貴妃; 3 tháng 11, năm 1689 - 17 tháng 12, năm 1784) là một phi tần của Thanh Thế Tông Ung Chính Hoàng đế.

## Tiểu sử
Thuần Ý Hoàng quý phi Cảnh thị sinh ngày 3 tháng 11 (âm lịch) năm Khang Hi thứ 28 (1689), là con gái của Quản lĩnh Cảnh Đức Kim (耿德金), vốn là Bao y thuộc Tương Hoàng kỳ.
Năm Khang Hi thứ 42 (1703), Cảnh thị nhập Tiềm để làm thứ thiếp cho Ung Thân vương Dận Chân. Do là Bao y Thượng tam kỳ, Cảnh thị có lẽ vốn là Cung nữ tử trong cung rồi được Khang Hy Đế ban cho Ung Thân vương, do lúc này Ung Thân vương đã phân phủ chứ không còn ở trong cung nữa. Với thân phận Bao y, bà chỉ có thể là Cách cách khi nhập Ung Thân vương phủ. Năm ấy Cảnh thị tầm 14 tuổi.
Sau khi Ung Thân vương lên ngôi, Cảnh thị được sách phong là Dụ tần (裕嫔). Năm Ung Chính nguyên niên (1723), ngày 22 tháng 12, lấy Lại bộ Tả Thị lang Ba Thái (巴泰) làm Chính sứ, Lễ bộ Tả Thị lang Vương Cảnh (王景) làm Phó sứ, hành Dụ tần sách phong lễ.
Năm Ung Chính thứ 8 (1730), Dụ tần Cảnh thị được tấn thăng Dụ phi (裕妃). Năm thứ 11 (1733), Hoàng ngũ tử Hoằng Trú thụ phong Hòa Thân vương (和親王).
Hoàng tử Hoằng Trú là đứa con duy nhất của Cảnh thị, được Hiếu Thánh Hiến Hoàng hậu nhận nuôi khi còn nhỏ. Dụ phi cũng từ đó thân thiết với Hiếu Thánh Hiến Hoàng hậu, tình cảm như chị em ruột, bản thân Hoằng Lịch (tức Càn Long Đế) cùng Hoằng Trú cũng khá gắn bó.

## Tặng Hoàng quý phi
Năm Càn Long thứ 2 (1737), tháng 9, Càn Long Đế tôn bà làm Hoàng khảo Dụ Quý phi (皇考裕貴妃). Trong cung ghi chép đãi ngộ của Cảnh thị, đều ghi ["Quý phi"] hay ["Thế Tông Quý phi"]. Trong nhóm góa phụ, ngoài Sùng Khánh Hoàng thái hậu, thì Cảnh thị có địa vị cao nhất.
Năm Càn Long thứ 43 (1778), tháng 2, đại tang của Sùng Khánh Hoàng thái hậu, Càn Long Đế cho dụ chuẩn bị đại thọ 90 tuổi, sang ngày 19 tháng 2 mệnh Vương Thành (王成) phụng chỉ dụ, tôn Hoàng khảo Quý phi làm Hoàng quý phi. Tháng 10 cùng năm, chính thức làm lễ tôn phong Hoàng khảo Dụ Quý phi làm Hoàng quý phi, tôn gọi là Hoàng khảo Dụ Hoàng quý phi (皇考裕皇貴妃), cử hành điển lễ sắc phong long trọng, cho quốc khánh 3 ngày, còn tự mình viết Biển liễn và Ngự chế thơ để chúc mừng bà.
Ngày 28 tháng 12 (âm lịch) cùng năm, chính thức tiến hành lễ sách phong.
Năm Càn Long thứ 49 (1784), 17 tháng 2 (âm lịch), Cảnh thị đã ngã bệnh, thân thể đã tương đương suy nhược. Càn Long Đế khi ấy không ở trong cung, nhưng cũng nhanh chóng an bài, giao phó Lục a ca Vĩnh Dung, Bát a ca Vĩnh Tuyền cùng Nội vụ phủ kín đáo chuẩn bị tang nghi. Mùa đông cùng năm, ngày 17 tháng 12 (âm lịch), Dụ Hoàng quý phi Cảnh thị qua đời, thọ 96 tuổi. Quan tài của Cảnh thị được đưa theo hướng Thần Vũ môn đến tạm an ở Cát An sở (吉安所). Sau đó, ngoại trừ "Dụ Hoàng quý phi kim sách kim bảo" theo thường lệ thu tồn, thì Càn Long Đế dụ chỉ đem Kim sách, bảo của "Dụ Quý phi" và "Dụ tần" đều đi hòa tan, điều này chứng minh vào năm sách phong Ung Chính thứ 8, đều không có Kim sách và Kim bảo. Sau khi Cảnh thị qua đời 1 ngày, Càn Long Đế đích thân tưới rượu trước kim quan của bà. Sang ngày 20 tháng 12 (âm lịch), đưa kim quan đến Truân Tấn cung (屯殯宮) tạm an.
Năm Càn Long thứ 50 (1785), tháng 2, dâng thụy hiệu là Thuần Ý Hoàng quý phi (純懿皇貴妃). Ngày 9 tháng 4 (âm lịch) cùng năm, đưa kim quan của Thuần Ý Hoàng quý phi đến Phi viên tẩm của Thái lăng. Ngày 16 tháng 4 (âm lịch) cùng năm, chính thức an táng xuống địa cung. Mộ phần của bà đứng đầu các phi tần trong Phi viên tẩm.

## Trong văn hóa đại chúng
| Năm  | Phim ảnh          | Diễn viên | Nhân vật    |
| 2018 | Diên Hi Công Lược | Bạch San  | Dụ Thái Phi |

## Nhầm thụy
Về thụy hiệu, Thanh Cao Tông thực lục (清高宗實錄) cùng Thanh hoàng thất tứ phổ (清皇室四譜) đều ghi là [Thuần Ý; 純懿], khi Thanh sử cảo lại ghi [Thuần Khác; 純愨], có lẽ là viết nhầm, do hai chữ ["Ý"; 懿] và ["Khác"; 愨] hình chữ đều khá giống nhau.